# パナマ県
パナマ県（パナマけん、Provincia de Panamá）は、パナマ中央にある県。県都はパナマ共和国の首都でもあるパナマ市（パナマの公用語であるスペイン語では「シウダ・デ・パナマ」。）。
パナマ湾で太平洋に面し、パナマ運河が通過している。地理的には南アメリカ（南アメリカ大陸）に属する。ラス・ペルラス諸島（Archipiélago de las Perlas）は同県に属している。

## 隣接する県
- クナ・ヤラ自治県
- ダリエン県
- 西パナマ県
- コロン県

## 下位行政区画
1. Balboa District
2. Chepo District
3. Chimán District
4. Panamá District
5. サン・ミゲリート
6. Taboga District